# VI Lubelski Batalion Etapowy
VI Lubelski batalion etapowy – oddział wojsk wartowniczych i etapowych w okresie II Rzeczypospolitej pełniący między innymi służbę ochronną na granicy polsko-sowieckiej.

## Formowanie i zmiany organizacyjne
Formowanie batalionu rozpoczęto na przełomie 1918-1919. Otrzymał on nazwę okręgu generalnego, w którym powstał i kolejny numer porządkowy oznaczany cyfrą rzymską. Do batalionu wcielono żołnierzy starszych wiekiem i o słabszej kondycji fizycznej. Oficerowie i podoficerowie nie mieli większego doświadczenia bojowego. Batalion nie posiadał broni ciężkiej, a broń indywidualną żołnierzy stanowiły stare karabiny różnych wzorów z niewielką ilością amunicji. W lutym 1921 bataliony etapowe przejęły ochronę granicy polsko-rosyjskiej. Początkowo pełniły ją na linii kordonowej, a w maju zostały przesunięte bezpośrednio na linię graniczną z zadaniem zamknięcia wszystkich dróg, przejść i mostów. 
We wrześniu 1920 batalion znajdował się w strukturze 3 Armii, stacjonował w Dorohusku i Rudce, liczył 7 oficerów oraz 346 podoficerów i szeregowców.
W 1921 bataliony etapowe ochraniające granicę przekształcono w bataliony celne.

## Służba etapowa
Celem zwolnienia wojsk liniowych ze służby kordonowej i szczelniejszego zamknięcia granicy państwa, w marcu 1921 Ministerstwo Spraw Wojskowych zarządziło obsadzenie Kordonu Naczelnego Dowództwa WP przez Bataliony Etapowe. II Lbe przejął stanowiska od II/43 pp i stanowił obsadę miejscowości Korzec.

## Obsada personalna
Dowódcy batalionu
- kpt. Stanisław Kobyliński (był IX 1920[4])

8 lipca 1920 zostali przeniesieni do baonu niżej wymienieni oficerowie:
- por. piech. Stanisław Kobyliński – dowódca baonu
- por. piech. Bazyli Celiński
- ppor. piech. Michał Glass
- ppor. piech. Stanisław Ogórek
- ppor. piech. Józef Królik
- ppor. piech. Zygmunt Łabacz
- ppor. piech. Wacław Niedźwiedzki
- ppor. lek. Zygmunt Kornelstein – lekarz